# Joost-van-den-Vondel-Preis
Der Joost van den Vondel Preis war ein Preis für Geisteswissenschaften und Kultur für den flämisch-niederländisch-niederdeutschen Sprachraum, der ab 1960 von der Alfred Toepfer Stiftung F. V. S. vergeben wurde. Er war mit zuletzt 20.000 Euro dotiert und wurde zuletzt 2000 vergeben.
Er ist nach dem niederländischen Dramatiker Joost van den Vondel benannt.
Vorsitzende der Komitees waren Richard Declerck, Henri Draye (ab 1969), Georg Kauffmann (ab 1984) und Ludo Simons (ab 1998).

## Preisträger
- 1960: Antoon Coolen, Max Lamberty

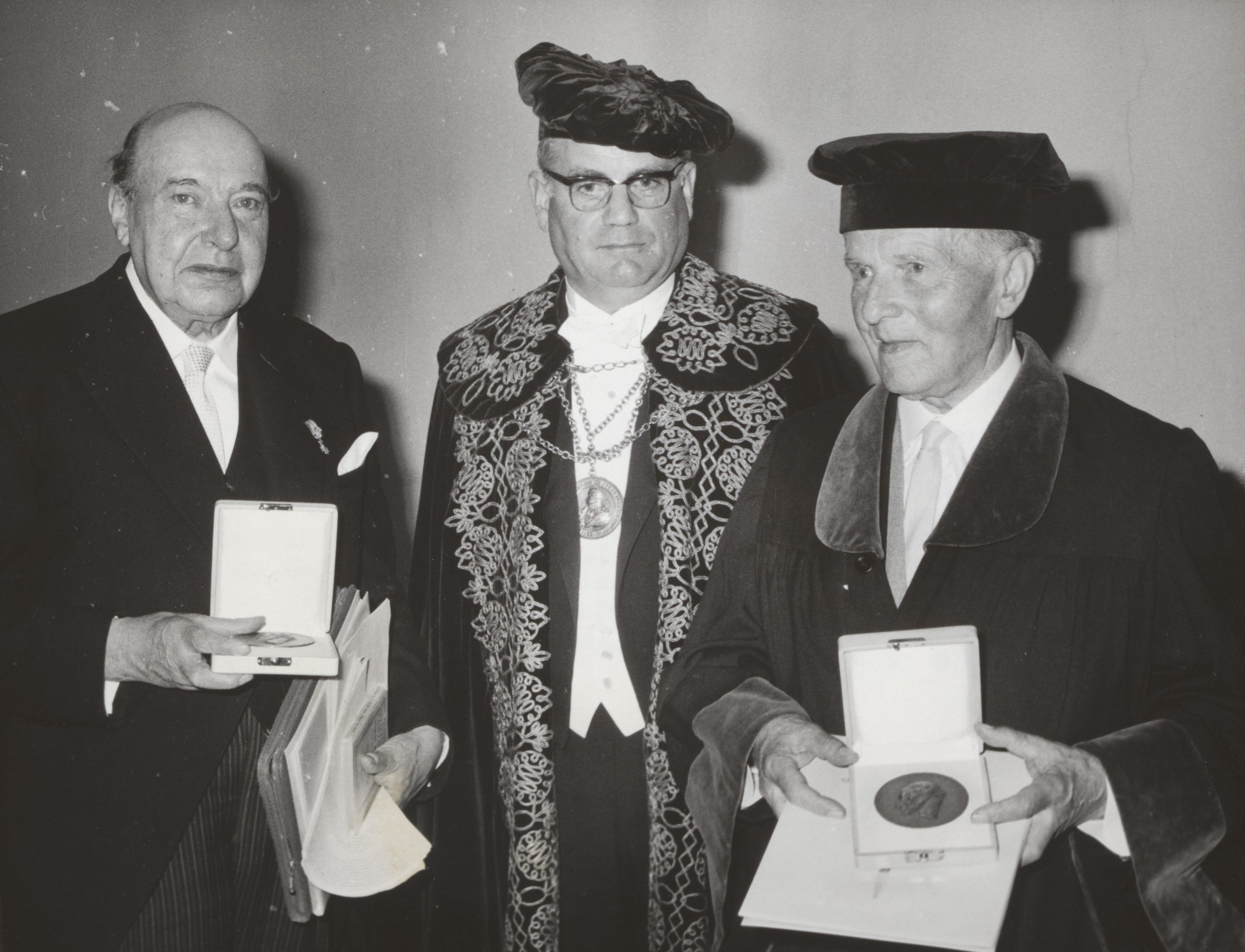
Preisverleihung 1964 an Albert van Dalsum (l.) und Hermann Teuchert (r.) mit Heinz Bittel (m.)

- 1961/62: Christian Boeck, Frans Masereel
- 1963/64: Albert van Dalsum, Hermann Teuchert
- 1965: Honoré Van Waeyenbergh
- 1966: Jef Last
- 1967: Hans Martin Ruwoldt
- 1968: Maurits de Meyer
- 1969: Klaas Hanzen Heeroma
- 1970: Franz Petri
- 1971: Ferdinand Jozef Maria Collin
- 1972: Horst Gerson
- 1973: Peter Elster
- 1974: Leo Cappuyns
- 1975: Hebe Charlotte Kohlbrugge
- 1976: Paul Pieper
- 1977: Alois Gerlo
- 1978: Gerard Eduard Langemeijer
- 1979: Torsten Dahlberg
- 1980: Cyriel Paul Coupé (Anton van Wilderode)
- 1981: Ernst Heinrich Kossmann
- 1982: Reinhold Möller
- 1983: Roger Raveel
- 1984: Judith Herzberg
- 1985: Wolfgang Laur
- 1986: Gilbert De Smet
- 1987: Jan Sperna Weiland
- 1988: nicht vergeben
- 1989: Frans Baudouin
- 1990: Peter Schat
- 1991: Paul Raabe
- 1992: Max Wildiers
- 1993: Hans Croiset, Stichting Ons Erfdeel Jozef Deleu
- 1994: Hermann W. von der Dunk, Hubertus Menke
- 1995: Vic Nees
- 1996: Heinz Spielmann
- 1997: Jiří Kylián
- 1998: Eric Suy
- 1999: Heinrich Tiefenbach
- 2000: Samuel Dresden